# Монтескью-Фезенсак, Раймон Эмери де
Барон (с 1809) Раймон Эмери Филипп Жозеф де Монтескью-Фезенсак, 2-й герцог де Монтескью (с 1832; фр. Raymond Aymeric Philippe Joseph de Montesquiou-Fezensac; 26 января 1784, Париж — 18 ноября 1867, Тур) — французский генерал-лейтенант (1823), посол в Испании (1838—39) и пожизненный пэр (член верхней палаты парламента).

## Биография
Родился в 1784 году в Париже. Сын королевского военачальника графа Филиппа Андре де Монтескью-Фезенсака (1753—1833), который эмигрировал из Франции в эпоху революции, однако уже при Наполеоне вернулся на родину и, не поступая на службу, жил в стране, как частное лицо.
В 1804 году поступил на военную службу. В 1805 году принял боевое крещение, участвуя в аустерлицкой кампании в качестве младшего лейтенанта (су-лейтенанта). Стал адъютантом маршала Нея, рядом с которым находился в сражениях при Йене и при Прейсиш-Эйлау, выполняя опасные поручения военачальника. В 1808 году участвовал во французском вторжении в Испанию (Первая осада Сарагосы, битва при Ла-Корунье). В 1809 году отличился во время боевых действий против Австрии, за что получил чин шефа эскадрона и баронский титул (несмотря на то, что его отец был наследственным графом).
В начале Русской кампании 1812 года был адъютантом маршала Бертье, затем, недолгое время, адъютантом (офицером для поручений; не следует путать с генерал-адъютантами) самого Наполеона (наряду с Анатолем де Монтескью-Фезенсаком). Эти обязанности исполнял в Бородинском сражении, спустя некоторое время после окончания которого был назначен командиром 4-го линейного пехотного полка из корпуса маршала Нея (прежний командир полка погиб в бою). Полк был практически полностью истреблён во время отступления из России, однако, по французским данным, границу всё таки сумели пересечь в обратном направлении 30 его офицеров и 200 солдат, включая полкового командира. В этот сложный период Фезенсак был произведён в полковники.
В 1813 году он был повышен до бригадного генерала. Фезенсак командовал пехотной бригадой корпуса Вандама в битве при Кульме, где она была разгромлена русскими войсками. Генерал был взят в плен (как и корпусной командир); в 1814 году вернулся во Францию.
В событиях Ста дней участия не принимал. После Второй Реставрации пользовался благосклонностью новой власти благодаря протекции своего дяди, бездетного аббата Монтескью. С 1815 году служил в Королевской гвардии, с 1823 года — генерал-лейтенант. В 1832 году, по завещанию дяди, унаследовал его герцогский титул.
Командир резервной дивизии Африканской армии, предназначенной для завоевания Алжира (1830). Посол в Испании (1838—1839). Член верхней палаты французского парламента; на этой должности запомнился рядом публичных речей, в частности, по алжирскому вопросу и о положении дел в Испании, из которой он только что вернулся, на фоне начавшейся Первой карлистской войны.
Кавалер Большого креста ордена Почётного легиона (высшая степень ордена; 1839). Был женат (с 1808 года) на дочери наполеоновского военного министра генерала Кларка, герцога Фельтрского, и имел от этого брака многочисленных детей.
Скончался в 1867 году в загородном поместье в департаменте Эндр и Луара.